# Cirrhophanus papago
Cirrhophanus papago là một loài bướm đêm trong họ Noctuidae.